# Allan Moyle
Allan Moyle (Shawinigan, Quebec, 30 de novembre de 1946) és un guionista i director de cinema canadenc, que va dirigir les pel·lícules d'èxit Rebel·lió a les ones (1990) i Empire Records (1995).

## Biografia
Format en la Universitat McGill de Mont-real i el Barn Theatre de New London en Nou Hampshire, va debutar al cinema amb The Rubber Gun (1977) però el seu primer gran èxit va arribar amb Times Square (1980), protagonitzada per Robin Johnson, Trini Alvarado i Tim Curry. La pel·lícula conta la història de dos adolescents que s'escapen d'un centre psiquiàtric de Nova York i formen una banda de Punk Rock. Durant l'edició de la pel·lícula es va enfrontar amb el productor Robert Stigwood, que suposadament volia eliminar escenes de diàleg i reemplaçar-les per seqüències musicals, amb l'objectiu de publicar la banda sonora de la pel·lícula en un doble àlbum. Moyle es va mostrar en desacord i es va negar a fer els talls, però finalment el propi Stigwood es va encarregar de dur a terme l'edició final, tal com era el seu desig.
Durant els anys 80, Moyle va escriure una novel·la que mai va ser publicada però que va servir de base per a crear el guió de la seva pel·lícula més aclamada Rebel·lió a les ones, estrenada el 1990.
Durant els següents anys va dirigir títols com The Gun in Betty Lou's Handbag (1992), Empire Records (1995), New Waterford Girl (1999),per la qual va rebre el premi al millor director en els Canadian Comedy Award de 2001, XChange, Jailbait (2000) i Man in the Mirror: The Michael Jackson Story (2004). La seva pel·lícula Weirdsville, protagonitzada per Taryn Manning, va obrbr el Slamdance Film Festival el gener de 2007

## Filmografia
- Montreal Main (1974, actor/guionista)
- East End Hustle (1976, actor/guionista)
- Outrageous! (1977, actor)
- The Rubber Gun (1977) (Director)
- Times Square (1980) (Director)
- Rebel·lió a les ones (1990) (Director/guionista)
- Red Blooded American Girl (1990) (guionista)
- The Gun in Betty Lou's Handbag (1992) (Director)
- Love Crimes (1992)
- The Thing Called Love (1993)
- Empire Records (1995) (Director)
- Exhibit A: Secrets of Forensic Science (1997) (TV)
- New Waterford Girl (1999) (Director)
- Jailbait (2000) (TV) (Director)
- XChange (2000) (Director)
- Say Nothing (2001) (Director)
- Man in the Mirror: The Michael Jackson Story (2004) (TV) (Director)
- Weirdsville (2007) (Director)